# Zedd
Анто́н И́горевич Засла́вский (род. 2 сентября 1989, Саратов) — немецкий диджей и музыкальный продюсер, известный под сценическим псевдонимом Zedd. Обладатель музыкальной премии «Грэмми» в 2014 году в номинации «Лучшая танцевальная запись» — за песню «Clarity», исполненную совместно с британской певицей Foxes.
В 2014 году с доходом в $21 млн попал на восьмое место в топ-10 самых высокооплачиваемых диджеев мира по версии Forbes.
Пишет музыку, в первую очередь, в жанре электро-хаус, но не ограничивается его рамками, и среди его композиций также есть треки в жанре прогрессив-хаус, комплекстро.
В 2016 году в рейтинге британского журнала DJ Magazine занял 35 строчку, а в 2017 — 29 в списке «Топ-100» лучших диджеев.

## Биография
Антон Заславский родился в Саратове в еврейской семье музыкантов и получил классическое музыкальное образование, начав с четырёх лет учиться музыке по классу фортепиано.
В три года Антон с семьей переехал в немецкий город Кайзерслаутерн, где и провел свои детство и юность.
В возрасте двенадцати лет он приобщился к игре на ударных. Вместе с братом Аркадием он стал участником рок-группы Dioramic, основанной в Кайзерслаутерне в 2002 году.
Интерес к электронной музыке у него появился семь лет спустя, после того, как он прослушал альбом † французского электро-панк-дуэта Justice. В 2009 году Антон Заславский начал сам писать электронную музыку.
В 2011 году Антон Заславский выпустил сингл «Dovregubben», написанный им в стиле электро-хаус. Эта композиция сразу взлетела на вершины музыкальных чартов.
Антон Заславский в настоящее время живёт в Лос-Анджелесе. Он уже успел поработать с такими мировыми звёздами, как Кэти Перри, Леди Гага, Скриллекс, Хейли Уильямс, Селена Гомес, Кеша, Ариана Гранде, Шон Мендес, Трой Сиван, Лиам Пейн и другими.
В 2013 году Zedd стал продюсером трёх композиций из нового альбома Artpop Леди Гаги: «Aura», «G.U.Y.» и «Donatella». В январе 2018 записал трек «The Middle» (с участием Марен Моррис и Grey), с которым выступил на церемонии «Грэмми» (2018).
В 2021 году совместно с разработчиками популярной игры Riot Games Valorant создали музыкальный-косметический коллаб, тем самым добавив в игру музыкальную коллекцию предметов с логотипом «Zedd».

## Дискография
Студийные альбомы
- Clarity (2012)
- True Colors (2015)
- Telos (2024)

## Награды
- 2013 — лауреат музыкальной премии «European Border Breakers Award», которая вручается талантливым начинающим музыкантам[6].
- 2014 — лауреат престижной музыкальной премии «Грэмми» «Национальной академии искусства и науки звукозаписи США» в номинации «Лучшая танцевальная запись» — за песню «Clarity», исполненную совместно с британской певицей Foxes[6][7][8].